# Iris M. Zavala
Iris M. Zavala (n. 27 decembrie 1936, Ponce⁠(d), Puerto Rico, SUA – d. 10 aprilie 2020, Madrid, Spania) a fost o autoare, cărturară și poetă portoricană, care a trăit ulterior în Barcelona, Spania. A publicat peste 50 de lucrări în nume propriu, plus alte sute de articole, comunicări și conferințe.
A murit suferind de COVID-19 în Madrid în timpul pandemiei de COVID-19 în Spania, la vârsta de 83 de ani.

## Tinerețe
Zavala s-a născut pe 27 decembrie 1936 în Ponce, Puerto Rico. A absolvit de la Universitatea din Puerto Rico, cu o diplomă de licență în literatură și de la Universitatea din Salamanca cu o diplomă "Licenciatura"  (echivalentul unui masterat) și una de doctor. A fost influențată de Fernando Lázaro Carreter.

## Carieră
Zavala a predat în Puerto Rico, Mexic, Statele Unite ale Americii, Țările de Jos, Italia, Germania și Spania. În Spania a fost membru UNESCO a catedrei de studii latino-americane la Universitatea Pompeu Fabra din Barcelona și membru Ramon LLul la Universitatea din Mallorca. Zavala s predat în mai multe universități din Statele Unite, printre care la Universitatea din Minnesota.
A fost, de asemenea, critic literar și eseist. În 1980, ea a scris capodopera „Kiliagonía”, un roman în orașul Ponce. Al doilea roman a fost „Nocturna, mas nu funesta” (1987), publicat de Montesinos (Barcelona, Spania). Acesta a fost adaptat ca piesă de teatru de Group Alcores din Madrid. Alte lucrări sunt „El libro de Apolonia o de las Islas” și „El sueño del amor”.

## Distincții
- Decorată de Regele Juan Carlos I al Spaniei. „Encomienda, Lazo de Dama de la Orden de Mérito Civil” 1988
- Medalia de Onoare, Instituto de Cultura Puertorriqueña, San Juan, Puerto Rico, aprilie 1994.
- Doctor Honoris Causa, Universitatea din Puerto Rico, iunie 1996.
- Medalie de Aur, Ateneo Puertorriqueño. 1998.
- Catedra UNESCO de Studii Latinoamericane, Universitatea Pompeu Fabra, 2001
- Doctorat onorific, Universitatea din Malaga. 2004.
- María Zambrano Thought Award, Junta de Andalucía. 2006.
- Premiul Pen Club (bazat pe „El libro de Apolonia o de las islas”).